# Quatrième Zone
 (novembre 2023).
 (septembre 2024).
Si vous disposez d'ouvrages ou d'articles de référence ou si vous connaissez des sites web de qualité traitant du thème abordé ici, merci de compléter l'article en donnant les références utiles à sa vérifiabilité et en les liant à la section « Notes et références ».
Quatrième Zone était une maison d'édition française, créée par Violetta Adamska en 2004.
La maison se consacre à la littérature de l'imaginaire, celle qui peint des univers extraordinaires et raconte les aventures de personnages communs ou hors norme qui, un jour, se trouvent plongés dans des situations dépassant l'entendement.
Quatrième Zone axe sa politique éditoriale sur les romans francophones d'aventure et d'action. Des romans pour les jeunes adultes et les adultes jeunes, Science-fiction ou Fantasy, aucun genre ne prime sur un autre, occupant de pair la première place dans ses choix, et sous toutes leurs déclinaisons : mythes, légendes, contes de fées, ou invasions extraterrestre...
En 2008 Quatrième Zone compte 3 auteurs et 7 titres à son catalogue. Elle est connue pour le choix non conventionnel d'auteurs "inclassables", et ce, autant pour le genre de leurs écrits que pour leur lectorat. Aventure et famille sont les maîtres mots dans le choix des ouvrages de la maison. Ainsi, il n'est pas rare de trouver ses titres autant dans le rayon jeunesse des librairies, que dans les rayons Science-fiction, roman policier, ou roman contemporain.
Partant du principe que les textes publiés par Quatrième Zone sont du domaine de la littérature de l'Imaginaire et qu'ils s'adressent à tout public, aucune collection ne classifie ses ouvrages.

## Historique
La société a été radiée du registre du commerce et des sociétés le 23 juin 2017.

## Œuvres
- Gorck's Land - tome I (Le Temple de Salomon) - 2004 éditions Quatrième Zone
- Timeport - tome I (Chronogare 2044) - 2005 éditions Quatrième Zone
- Souche Majeure - Les Enfants du Nabuko tome I - 2005 éditions Quatrième Zone
- Gorck's Land - tome II (Invasion Xilf) - 2006 éditions Quatrième Zone
- La Cathédrale Noire - Les Enfants du Nabuko tome II - 2007 éditions Quatrième Zone
- Timeport - tome II (Speed & Rock'n Roll) - 2008 éditions Quatrième Zone

## Principaux auteurs édités
- Alain Berson
- Kevin Bokeili